# 水大支线铁路
水大支线铁路，位于贵州省六盘水市的一条运煤支线铁路，从沪昆铁路六盘水站西端左侧出岔，向西北穿过威宁彝族回族苗族自治县，到六盘水市钟山区大湾站止。正线全长40.66km，共有车站7个。

## 技术状况
水城西站（今六盘水站）西端左侧出岔后，立交下穿沪昆线。三次跨越以乃河。
线路等级为I级支线。最大坡度12‰，最小曲线半径300m，到发线预留850m。继电半自动闭塞。站线17.188km，其中到发线6.295km，岔线0.792km，特别用途线99m。路产专用线1条长768m，非路产专用线2条长2.43km，非路产专用铁道1条长5.277km。隧道明洞26座10197延长米。大中桥梁23座3594延长米。小桥19座223延长米，涵洞99座横延长2.076km。

## 历史
1964年底开始大三线建设背景下，攀枝花钢铁基地与六盘水煤田会战成为核心目标。为开发大河边、汪家寨、大湾煤田，确保三线建设，“夺煤保钢”，新建水大支线。1965年2月铁二院勘测，1966年10月完成勘测设计，铁二局十三处、十四处开始施工。1970年1月水城-野马寨段开始临管运营。1971年9月25日全线通车。1972年7月31日移交成都铁路局贵阳铁路分局正式运营。完成路基土石方240万m3，路基圬工24万m3，房建15635m2。总投资8948.8万元。